# Beralikeh
 (juin 2018).
Beralikeh (en persan : براليكه romanisé en Berālīkeh et en Barālīkeh) est un village de la province du Lorestan en Iran. Lors du recensement de 2006, sa population était de 64 habitants pour 17 familles.